# Geodia lophotriaena
Geodia lophotriaena är en svampdjursart som beskrevs av Lendenfeld 1910. Geodia lophotriaena ingår i släktet Geodia och familjen Geodiidae.
Artens utbredningsområde är havet kring Nya Zeeland. Inga underarter finns listade i Catalogue of Life.